# Coleophora medelichensis
Coleophora medelichensis é uma espécie de mariposa do gênero Coleophora pertencente à família Coleophoridae.